# Lavergne, Lot
Lavergne är en kommun i departementet Lot i regionen Occitanien i södra Frankrike. Kommunen ligger i kantonen Gramat som tillhör arrondissementet Gourdon. År 2022 hade Lavergne 485 invånare.

## Befolkningsutveckling
Antalet invånare i kommunen Lavergne
| Referens: INSEE |